# 小形似低寄居蟹
小形似低寄居蟹（学名：Catapaguroides microps）为寄居蟹科似低寄居蟹屬下的一个种。